# Stadskerk Neuhaus am Rennweg
De Stadskerk Neuhaus am Rennweg  (Duits: Stadtkirche Neuhaus am Rennweg) is een protestants-luthers kerkgebouw in Neuhaus am Rennweg, Thüringen. De houten kerk werd in neogotische stijl gebouwd en op 28 augustus 1892 ingewijd.

## Geschiedenis
De voorganger van de huidige kerk was een barokke houten kerk uit 1668-1673. Wegens de groei van de gemeente werd deze kerk in 1765 vergroot en tegelijkertijd voorzien van een orgel en klok, maar ondanks voortdurende reparaties verslechterde de bouwkundige staat van de kerk in de 19e eeuw, zodat men ten slotte besloot de kerk te laten vervangen door nieuwbouw. Naar ontwerp van de architect Rudolph Brecht werd in de jaren 1891-1892 een nieuwe houten kerk gebouwd. Op 28 augustus 1892 vond de wijding plaats en in 1894 werd de oude kerk afgebroken. In 1934 kreeg de kerk verwarming op kolen. Grotere renovaties van de kerk vonden in 1982, 1994 en 2006 plaats.

## Beschrijving

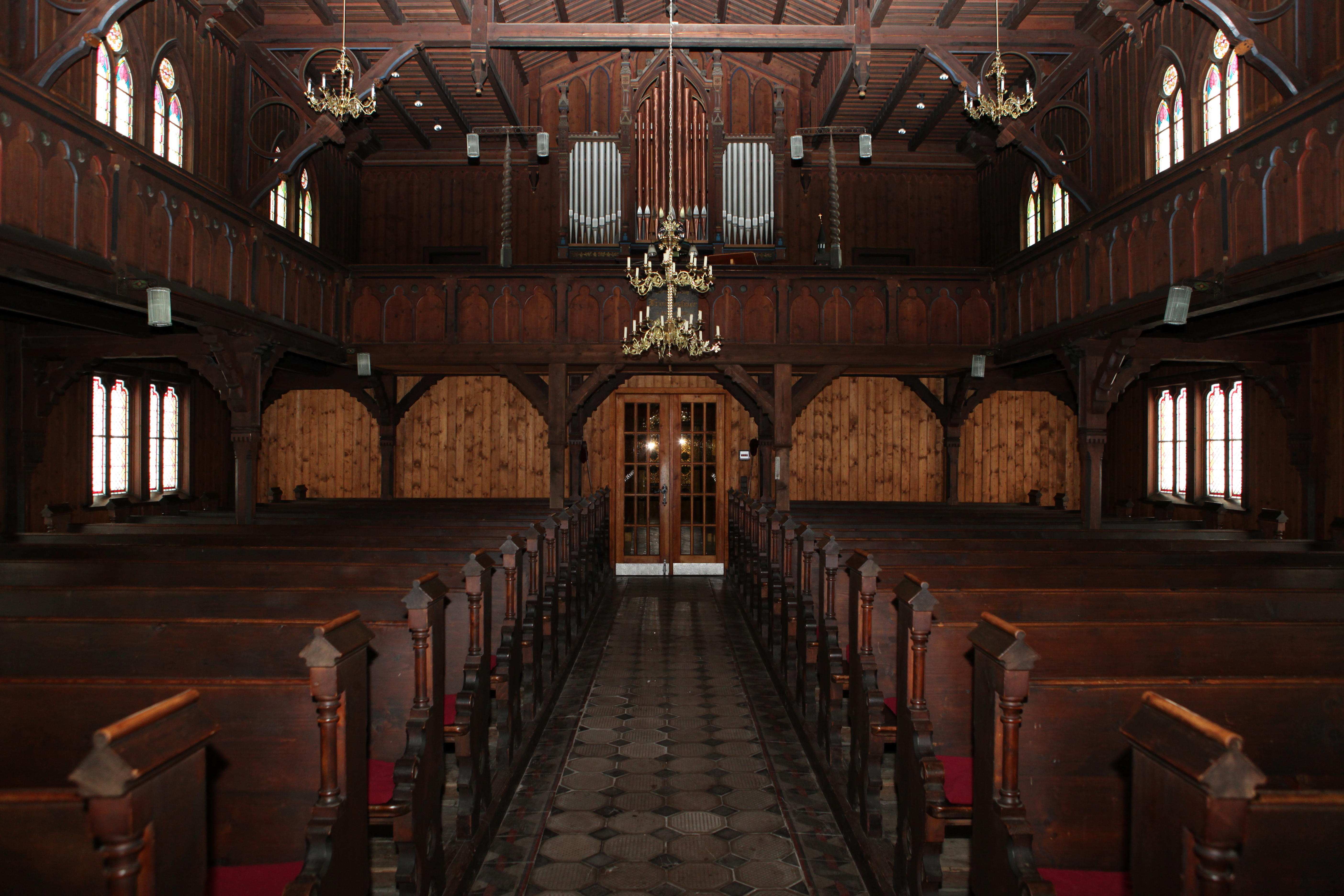
Het interieur in 2013

Het naar het noordoosten georiënteerde gebouw staat op een rots op een helling bij het Markplein. De neogotische zaalkerk heeft een leien bekleding en een ingesnoerd, rechthoekig gesloten koor met zijdelingse aanbouwingen, die enerzijds de sacristie en anderzijds de voormalige doopkapel en de herinneringsplaquettes aan de slachtoffers van de beide Wereldoorlogen herbergen.
De tegenover staande kerktoren met de hoofdingang draagt het jaartal 1891. Het heeft een zadeldak waarop een kleine octogonale dakruiter staat en wordt geflankeerd door aanbouwsels. Het gebruik van tweekleurige leisteen brengt enige decoratie aan het gebouw. De okergele omlijsting van de spitsbogige vensters zorgen voor afwisseling van de grijstinten van de leisteen.
Het geheel houten interieur heeft circa 350 zitplaatsen en een driezijdig rondlopende galerij. Het dakgestoelte wordt gedragen door een zichtbaar dubbel hangwerk. De gebrandschilderde vensters werden vervaardigd door Ferdinand Müller. Het altaarschilderij is een oliedruk van de Kruisafname van Peter Paul Rubens. De ornamenten van wijndruiven, bladeren en wijnstokken hebben betrekking op het thema van de kerk, dat ontleend is aan het evangelie van Johannes 15: 1-17.

## Orgel
Het eerste orgel werd vervaardigd door de Rudolstadtse orgelbouwer Carl Loesche. Dit orgel werd vervangen door een orgel van de orgelbouwer Rudolf Böhm uit Gotha, met behoud van de orgelkas van de voorganger. De inwijding van dit orgel was op de eerste adventszondag van 1974. Het bezit 13 registers verdeeld over twee manualen.

## Klokken
Naast de kerk staat een klokkenstoel uit 1924 en werd noodzakelijk nadat de kerktoren voor de na de Eerste Wereldoorlog  gegoten ijzeren klokken onvoldoende stabiel bleek. In de dakruiter hangt nog een kleine klok uit 1919.